# Chi la dura la vince
Chi la dura la vince lub Arminio – jedyna zachowana opera Heinricha Ignaza Franza von Bibera, skomponowana przez niego w 1687 roku. Autorem libretta był prawdopodobnie Francesco Maria Raffaelini. Głównym bohaterem opery jest wódz germański Arminius.